# Girvan Yuddha Bikram Shah
Girvan Yuddha Bikram Shah av Nepal, född 1797, död 1816, var kung av Nepal mellan 1799 och 1816. 